# Hallomenus puncticollis
Hallomenus puncticollis is een keversoort uit de familie winterkevers (Tetratomidae). De wetenschappelijke naam van de soort werd in 1917 gepubliceerd door Willis Stanley Blatchley.